# 法網伊人
《法網伊人》（英語：Legal Entanglement；前名《師奶師爺》）是香港電視廣播有限公司製作的時裝電視劇，全劇共22集，監製譚朗昌。此劇為李克勤目前最後一套主演的無綫電視劇集。
本劇曾於2004年在翡翠台凌晨劇集時段、2007年中午劇集時段和2021年凌晨劇集時段重播。

## 故事大綱
沈學儀 ( 郭可盈飾 ) 原本生長於幸福家庭，父親沈喬 ( 楚原飾 ) 為退休法官，因學儀弟早年死于醉酒駕駛，喬常勸人別行差踏錯，尤其對學儀期望甚高，盼學儀能繼承父業，令她感到極大壓力，後來學儀在讀大學法律系二年級時認識了富家子林偉文，她與偉文交往中首次感到自由的快樂，二人墜入情網。學儀並無事業野心，只想脫離父親過一些自由自在的生活，遂不顧父親反對．停學與偉文結婚，令喬對學儀的期望成為泡影，父女因而反目．斷絕父女關係，喬更一怒之下到外國生活。
學儀婚後生活美滿，然而在懷孕期間，發現偉文與自己好友發生關係。學儀大受打擊，一氣之下作動生子，並患上產後抑鬱症。學儀申請與偉文離婚，偉文為分得其父身家而力爭子撫養權。高志朗 ( 李克勤飾 ) 作為偉文的代表律師，以心理醫生報告為由，力證學儀精神有問題，並在庭上咄咄迫人，詞鋒銳利，學儀表現一時失控，最後法官判學儀失撫養權。及後偉文帶子移民，學儀阻止不了，一時情緒激動尋死，被私家偵探葉向輝 ( 歐錦棠飾 ) 所救。學儀得向輝鼓勵，決定振作重新獨立生活，並於晚上半工讀法律。一心學成之後，親手打官司奪回子撫養權。
五年後，學儀在楊明 ( 謝天華飾 ) 之律師行成為師爺，只差考試及格便可成為見習律師。此時因律師行其中一合夥人移民，明遂邀舊同學志朗加入，學儀乍遇志朗，猶如仇人相見，但事隔多年，志朗對學儀已全無印象。志朗為人非常好勝，打官司認錢不認人，喜向難度挑戰。學儀不認同志朗的做法，但慢慢佩服志朗的專業技巧。志朗則覺得學儀雖帶點戇直，不會轉彎，但肯勤力拼搏。學儀志朗二人雖是冤家，但亦各有互相欣賞之處。
另一力面，明臉上因天生缺憾，自卑感作祟下，對感情缺乏自信。其實他是智者型的人，平日冷眼旁觀，見識廣博，專打難打官司，尤擅歧視案。不過由於行為「論盡」，神神化化，所以常遭合夥律師陳小玲 ( 吳綺莉飾 ) 挑剔揶揄。小玲是很高姿態的人，為人尖酸刻薄，身邊男伴只追求外型匹配，都缺乏精神交流，最後被男友所騙，幸得明從中提醒。小玲開始欣賞明的智慧，對明萌生好感，百般暗示，令明受寵若驚，不敢置信，後來終被小玲的真情打動。
原來志朗當年事業起步時，欲與初戀情人區詠芝結婚，但在結婚前夕，志朗父母突然離婚，原因是志朗的母親林麗芳竟與自己實習時跟隨的師父關振霆 ( 石修飾 ) 有染。在志朗心目中，父母一直是模範夫妻，正是志朗最想尋找的感情關係，而振霆在他心中則是最為尊重的師父。此事對志朗造成很大衝擊，志朗認定振霆是個偽君子，並對婚姻產生懷疑。志朗在註冊當日，竟然失約，未婚妻詠芝一氣之下離開香港，從此渺無音訊。學儀知志朗之過去後，得知道志朗為人有情有義，自己一直錯看了志朗，志朗正是她心目中理想的男人，對志朗好感油然而生，二人誤會冰釋，且逐漸擦出愛火花。

## 演員表

### 主要演員
- 李克勤 飾 高志朗（Mark）（律師）
- 郭可盈 飾 沈學儀（Sammi）（師爺，後轉職為見習律師）
- 謝天華 飾 楊　明（Joe）（律師）
- 吳綺莉 飾 陳小玲 (Martha)（楊明律師事務所的合夥人，後為他的同居女友）

### 其他演員
- 胡杏兒 飾 杜比比（Toby）（法庭記者，沈學儀同屋女友）
- 石　修 飾 關振霆 (CT)（高志朗「師父」，後為其後父）
- 歐錦棠 飾 葉向輝（私家偵探，簡永廉之舅仔）
- 林其欣 飾 李慧苗（鍾學祥女友）
- 劉綽琪 飾 方潔華（Tracy）（律政署檢控官，葉向輝女友）
- 蔣志光 飾 簡永廉（KK）（師爺，葉向輝姐夫）
- 陳　琪 飾 梁淑心（Kitty）
- 朱婉儀 飾 譚德容（容姨）
- 彭冠中 飾 張超（超人）
- 鍾國強 飾 李志（LC）（第21、22集）
- 鄧浩光 飾 鍾學祥（律師，曾跟李慧苗打對台，後為其男友）
- 林漪娸 飾 張麗芳（高志朗之生母，後為關振霆之妻）
- 傅楚卉 飾 區詠芝（高志朗前女友）（第7集）
- 楚　原 飾 沈　喬（退休法官，沈學儀之父）（第5集）
- 李煒棋 飾 林偉文（Raymond）（某富商之子，沈學儀前夫）（第5、16-21集）
- 譚樹申 飾 林中邦（QQ）（林偉文、沈學儀兒子）（第15-22集）
- 李明麗 飾 葉麗莎（Lisa）（林偉文情婦）（第5集）
- 林影紅 飾 王寶盈（Polly）（QQ保母）（第15-20集）
- 林佩君 飾 傅辰君（林偉文女友）（第18、19集）
- 黃蘊妍 飾 Rita（方潔華助手）
- 林遠迎 飾 謝偉（Jamson）（第3、5-10、18、19、22集）
- 王冠中 飾 趙崇仁（關振霆助手）
- 劉志清 飾 鍾學祥助手（第7、8、13、18-20集）
- 單立文 飾 袁家俊（Dick）（鄭海嵐、陳小玲前男友）（第1、3、4、6、7、11集）
- 余慕蓮 飾 瑛姐
- Joe Junior 飾 阮韶雲（法官）（第3-5、9、10集）
- 馬海倫 飾 瑛（葉向輝之母）（第3、11、14、20、21集）
- 蘇恩磁 飾 簡太（葉向輝之姊）（第3集）
- 張鴻昌 飾 宋澤民（第8、9、17集）
- 劉桂芳 飾 許美芬（第8、9、16-18集）
- 陳狄克 飾 司機（第1集）
- 凌　漢 飾 花王（第1集）
- 黃振威 飾 記者（第1集）
- 趙永洪 飾 記者（第1集）
- 陳念君 飾 記者（第1集）
- 宋紫盈 飾 少女（第1集）
- 岳　峰 飾 警察（第1集）
- 黃鳳琼 飾 丁嬌（第1集）
- 黃梓瑋 飾 售貨員（第1集）
- 鍾曉瑩 飾 售貨員（第1集）
- 李鴻杰 飾 司徒建誠（第1集）
- 王偉樑 飾 執達吏（第1集）
- 楊嘉諾 飾 石利天（第1集）
- 官仲銘 飾 天手下（第1集）
- 何志祥 飾 天手下（第1集）
- 梁珈詠 飾 少女（第1集）
- 鄺佐輝 飾 主控官（第1集）
- 胡烱龍 飾 葉警長（第1集）、鄧仲棋（第6集）
- 陳榮峻 飾 醫生（第1集）
- 胡啟光 飾 法庭書記
- 陳瑞華 飾 記者（第1集）
- 鄧汝超 飾 醫生（第2集）
- 伍濼文 飾 靚女（第2集）
- 宋芝齡 飾 侍應（第2集）
- 康　華 飾 蘇金鳳（第1-4、15集）
- 鄧英敏 飾 榮念祖（第2-4集）
- 曾慧雲 飾 榮太（第2-4集）
- 李麗麗 飾 蘇金鳳之母（第2、4集）
- 麥子雲 飾 日本料理侍應（第2、14、20集）
- 曾健明 飾 日本料理侍應（第2、20集）
- 徐　榮 飾 日本料理侍應（第2集）
- 夏竹欣 飾 侍應（第2集）
- 陳秀茹 飾 Amy（第2、3、5集）
- 丁主惠 飾 邵楚倩（第4集）
- 陳月茹 飾 法官（第3、4集）
- 楊證樺 飾 David（葉向輝助手）（第4、16-19集）
- 鄭家生 飾 王楚山（第5、6集）
- 周凱珊 飾 姚文英（第5、6集）
- 游　飈 飾 陳國章（第5集）
- 凌禮文 飾 霍旺祥（第5、6集）
- 張俊平 飾 法官（第5、6集）
- 黃月明 飾 鄭海嵐（Cindy）（變性人）（第5-8集）
- 李子奇 飾 錢進富（第7、8集）
- 沈可欣 飾 Jane（第5-8集）
- 譚一清 飾 法官（第5、7、8、12、13、15、22集）
- 戴耀明 飾 豪（第6-9集）
- 湯俊明 飾 智（第6-9集）
- 周家怡 飾 丹（第6-9集）
- 曾偉明 飾 王志強（第7-9集）
- 任港秀 飾 Jesse（楊明前女友）（第7集）
- 蒲茗藍 飾 Jesse男友（第7集）
- 吳亦謙 飾 陳小玲朋友（第9、17集）
- 楊浚廷 飾 陳小玲朋友（第9、17集）
- 李思蓓 飾 陳小玲朋友（第9、17集）
- 馬國明 飾 花花公子（第10集）
- 方　傑 飾 法官（第10集）
- 廖麗麗 飾 李慧苗鄰居（第10集）
- 楊英偉 飾 趙武威（第10-13集）
- 華忠男 飾 冠豪茶餐廳伙記（第10-13集）
- 李啟傑 飾 冠豪茶餐廳伙記（第10-13集）
- 溫裕紅 飾 孫嘉美（第10、11集）
- 招石文 飾 法官（第11、13集）
- 何啟南 飾 何大興（第11-14集）
- 王少萍 飾 何大興妻子（第12-14集）
- 黃天欣 飾 何大興女兒（第12-14集）
- 李岡龍 飾 黃Sir（第10-12、14、16集）
- 劉恩婕 飾 Judy（袁家俊女友）（第11集）
- 郭德信 飾 政（YC）（方潔華上司）（第12、13、19集）
- 韓馬利 飾 許太（第13、19集）
- 梁健平 飾 溫醫生（第14集）
- 唐　寧 飾 糖果店售貨員（第16集）
- 楊瑞麟 飾 銘（第16集）
- 李國麟 飾 萬先生（第17、19集）
- 甘子正 飾 私家醫生（第18集）
- 歐陽國璋 飾 醫生（第18、19、21集）
- 鍾志光 飾 法官（第18-20集）
- 陳勉良 飾 看更（第20集）
- 焦　雄 飾 廟祝（第21集）
- 蔣　克 飾 體育老師（第21、22集）
- 黃天鐸 飾 朱先生（第22集）
- 盧少匡 飾 沈學儀助手（第22集）
- 戴少民 飾 檢控官（第22集）

## 音樂劇《法網外的伊人》
在《法網伊人》大結局後，無綫曾推出音樂劇《法網外的伊人》，講述《法網伊人》後的故事。沈學儀因兒子撞車身亡，而離開了高志朗，移居外地，高志朗曾遇上另一名與沈學儀同名的女子（梁詠琪飾），她患上了絕症，時日無多，在死前曾與高志朗一起完成一幅拼圖，在拼圖完成後，那位沈學儀也離開了人世。

### 主要演員
- 李克勤 飾 高志朗
- 郭可盈 飾 沈學儀
- 張栢芝 飾 IC

### 友情客串
- 梁詠琪 飾 沈學儀
- 劉德華 飾 肥華
- 陳慧珊
- 黃伊汶

## 道歉啟事
在人物設定中，有一位名為「鍾學祥」的律師，被設為負面的角色。這位角色的名字原設為「鍾國昌」，後因發現香港有同名同姓的律師，而被指影射其人，真正的鍾國昌律師擬提出法律訴訟，向無線追究，無綫方面稱這次事件是純屬巧合，並作出一系列補救措施，包括把這名角色改名為「鍾學祥」。在事件見報後的數集開始播映前，無綫登出以下一段道歉啟事。
本片集並無意對鍾國昌律師作任何影射或低貶，而就劇中任何情節或人物角色對鍾國昌律師曾引起任何不安或不便，本台現向鍾國昌律師致深切歉意。
無綫方面稱，在設定角色的名字時，如果那人是專業人士，諸如律師，會先翻查其資料庫中相關行業的人物名冊，才會決定其名字，以避免撞名，而這次事件是該台的一時疏忽。事實上，電視劇中的「本故事純屬虛構」、「如有雷同實屬巧合」之類的字句，並無法律免責效力。

## 獎項殊榮

### 萬千星輝賀台慶2002
| 年份 | 獎項                           | 編號 | 得獎者         | 結果             |
| ---- | ------------------------------ | ---- | -------------- | ---------------- |
| 2002 | 本年度我最喜愛的男主角         | 07   | 李克勤         | 提名             |
| 2002 | 本年度我最喜愛的男主角         | 08   | 謝天華         | 提名             |
| 2002 | 本年度我最喜愛的女主角         | 08   | 郭可盈         | 提名（最後五強） |
| 2002 | 本年度我最喜愛的女主角         | 09   | 吳綺莉         | 提名             |
| 2002 | 本年度我最喜愛的飛躍進步女藝員 | 03   | 胡杏兒         | 提名             |
| 2002 | 本年度我最喜愛的飛躍進步女藝員 | 04   | 劉綽琪         | 提名             |
| 2002 | 本年度我最喜愛的拍檔（戲劇組） | 05   | 李克勤、郭可盈 | 提名             |
| 2002 | 本年度我最喜愛的拍檔（戲劇組） | 06   | 謝天華、吳綺莉 | 提名             |
| 2002 | 本年度我最喜愛的電視角色       | 06   | 李克勤         | 獲獎             |
| 2002 | 本年度我最喜愛的電視角色       | 09   | 郭可盈         | 獲獎             |

### 2003年壹電視大獎
- 十大電視節目 - 第8位: 法網伊人
- 十大電視藝人 - 第8位：李克勤
- 十大電視藝人 - 第9位：郭可盈
- 其他獎項 - 隱適美 最具個人風格笑容大獎：胡杏兒
- 其他獎項 -Onkyo 聲、色、藝俱全藝人大獎：李克勤

## 外部連結
- 無綫電視官方網頁 - 法網伊人
- 無綫電視官方網頁（TVBI） - 法網伊人 （页面存档备份，存于）

## 電視節目的變遷
| 香港 無綫電視翡翠台 星期一至五 21:30-22:30 第二線劇集 | 香港 無綫電視翡翠台 星期一至五 21:30-22:30 第二線劇集 | 香港 無綫電視翡翠台 星期一至五 21:30-22:30 第二線劇集 |
| ----------------------------------------------------- | ----------------------------------------------------- | ----------------------------------------------------- |
|                                                       | 法網伊人 （2002年2月18日－2002年3月17日）             |                                                       |
| 彩色世界 （2002年1月21日－2002年2月17日）             | 騎呢大狀 （2002年3月18日－2002年4月12日）             |                                                       |

| 香港 無綫電視翡翠台 星期二至六 00:30-01:30 凌晨劇集時段 | 香港 無綫電視翡翠台 星期二至六 00:30-01:30 凌晨劇集時段 | 香港 無綫電視翡翠台 星期二至六 00:30-01:30 凌晨劇集時段 |
| ------------------------------------------------------- | ------------------------------------------------------- | ------------------------------------------------------- |
|                                                         | 法網伊人 （2004年1月28日－2004年3月5日）                |                                                         |
| 香江花月夜 （2004年1月7日－2004年1月20日）              | LovingYou我愛你2 （2004年3月6日－2021年3月24日）        |                                                         |

| 香港 無綫電視翡翠台 星期一至五 11:45-12:45 中午劇集時段 | 香港 無綫電視翡翠台 星期一至五 11:45-12:45 中午劇集時段 | 香港 無綫電視翡翠台 星期一至五 11:45-12:45 中午劇集時段 |
| ------------------------------------------------------- | ------------------------------------------------------- | ------------------------------------------------------- |
|                                                         | 法網伊人 （2007年3月26日－2007年4月30日）               |                                                         |
| 金玉滿堂 （2007年1月23日－2007年3月23日）               | 勇探實錄 （2007年5月2日－2007年5月30日）                |                                                         |

| 香港 無綫電視翡翠台 星期一至五 23:50-00:55 · 星期六24:05-翌日01:00/星期日24:00-翌日01:05 · 5月1日改於24:35-翌日01:35 凌晨劇集時段 | 香港 無綫電視翡翠台 星期一至五 23:50-00:55 · 星期六24:05-翌日01:00/星期日24:00-翌日01:05 · 5月1日改於24:35-翌日01:35 凌晨劇集時段 | 香港 無綫電視翡翠台 星期一至五 23:50-00:55 · 星期六24:05-翌日01:00/星期日24:00-翌日01:05 · 5月1日改於24:35-翌日01:35 凌晨劇集時段 |
| --- | --- | --- |
| | 法網伊人 （2021年4月28日－2021年5月19日）                                                                                         | |
| 永遠懷念你 廖啟智：律政強人 （2021年3月31日－2021年4月27日）                                                                      | 十萬噸情緣 （2021年5月20日－2021年6月8日）                                                                                        | |

| 香港、 马来西亚、 新加坡 TVB星河频道 甜蜜的时光时段 · 星期六至日 20:00-22:00（两集连播） | 香港、 马来西亚、 新加坡 TVB星河频道 甜蜜的时光时段 · 星期六至日 20:00-22:00（两集连播） | 香港、 马来西亚、 新加坡 TVB星河频道 甜蜜的时光时段 · 星期六至日 20:00-22:00（两集连播） |
| ---------------------------------------------------------------------------------------- | ---------------------------------------------------------------------------------------- | ---------------------------------------------------------------------------------------- |
|                                                                                          | 法網伊人 （2023年6月3日－2023年8月13日）                                                 |                                                                                          |
| 和味濃情 （2023年4月29日－2023年5月28日）                                                | 4 in Love （2023年7月9日－2023年8月12日）                                                |                                                                                          |